# Emile Boudeling
Emile René Etienne Boudeling (Goes, 23 juni 1926 - Médéa, 12 september 1943) was een minderjarige Nederlandse verzetsstrijder tijdens de Tweede Wereldoorlog. Hij deed in 1941 een mislukte poging om naar Engeland te gaan maar strandde in Vichy-Frankrijk. Daar sloot hij zich aan bij het Frans Vreemdelingenlegioen en was betrokken bij de strijd in Noord-Afrika. Hij overleed op 17-jarige leeftijd in Algerije aan tuberculose.

## Biografie
Boudeling pleegde na de meidagen van 1940 met een vriend verzetsdaden. Ze droegen een gestolen Duits uniform en pleegden sabotage. Toen zijn vriend was opgepakt, vluchtte Boudeling in april 1941 op de fiets naar België met de bedoeling naar Engeland te reizen. Hij was toen veertien.
Met andere Engelandvaarders trok hij naar Zwitserland, waar de volwassenen uit zijn groepje werden gearresteerd en naar Frankrijk teruggezonden. De jonge Boudeling werd naar een Zwitsers interneringskamp gestuurd. Hij vluchtte en ging terug naar Frankrijk. Daar werd hij gearresteerd door de Duitsers aan wie hij vertelde hij dat hij naar zijn broer in Marseille wilde gaan. Omdat hij nog zo jong was, werd hij naar Vichy-Frankrijk overgebracht, het deel van Frankrijk dat niet door de Duitsers was bezet maar wel met de Nazi's collaboreerde.
In Lyon meldde hij zich, mogelijk onder druk van de plaatselijke autoriteiten, voor het Frans Vreemdelingenlegioen, waarna hij naar Camp de St Marthe in Marseille werd gebracht. Hij werd ingedeeld bij het eerste infanterieregiment van het Vreemdelingenlegioen, het '1e Regiment Etrangère d’Infanterie'.
Op 29 juni 1941 werd zijn detachement op transport gesteld naar Noord-Afrika. Ze reisden eerst met de Franse SS Djebel Amour naar Oran en vandaar per trein naar Sidi Bel Abbes, waar ze op 6 juli aankwamen. Over wat er daarna met Boudeling gebeurde is niet alles bekend. Het is duidelijk dat hij in Noord-Afrika aan militaire acties heeft deelgenomen. Het is onduidelijk of het onderdeel van het Vreemdelingenlegioen waartoe Boudeling behoorde loyaal was aan Vichy Frankrijk en dus met de Duitsers tegen de geallieerden vocht, of met de ‘Vrije Fransen’ aan geallieerde kant tegen de Duitsers streed. Het staat in ieder geval vast dat Boudeling eind 1942 na de geallieerde invasie in Noord-Afrika in Tunesië aan geallieerde kant heeft meegevochten.
Enige tijd daarna kreeg hij tuberculose. Hij overleed hieraan op 12 september 1943 op 17-jarige leeftijd in een ziekenhuis in Médéa (Algerije).